# Palav
Republika Palav je otoška država v Tihem oceanu, umeščena kakšnih 500 km vzhodno od Filipinov. Glavno mesto Palava je Ngerulmud, največje mesto pa Koror. Palav, ki je neodvisnost pridobil leta 1994, je ena od najmlajših držav in držav z najmanjšim številom prebivalcev.